# Светозар Ранковић Тоза
Светозар Ранковић Тоза (Јунковац, 1880 — Ужице, новембар или децембар 1914) био је српски четник и војвода током борби за Македонију, Балканских ратова и Првог светског рата.  Био је кључни четнички командант у борбама за ослобођење Балканског полуострва од отоманске и хазбуршке окупације.

## Биографија
Ранковић је рођен 1880. године у Јунковцу код Тополе. Након што је завршио средњу школу уписао се 1900. године у 33. класу Војне академије у Београду, али је напустио и завршио војно школовање у Царској Русији. Након повратка у домовину ступио је у српску војску. Деловао је током борби за Македонију и Стару Србију од 1904. године. Године 1907. Ранковић је постао војвода.
Пре Првог балканског рата 1912. године био је начелник планинског штаба на планини Козјак код Куманова. Пре Кумановске битке подстакао је мештане Кратова и Криве Паланке да устану против османске власти. Предводио је 200 четника против Турака у Кумановској бици, где је рањен. Командовао је четницима и у Другом балканском рату.
У Колубарској бици у Првом светском рату био је командант Бригаде Горњачког четничког одреда. На положају Трешњица код Ужица на Дрини граната му је пробила обе ноге након чега је извршио самоубиство како не би био ухваћен жив. Његова смрт овековечена је у Србијанском венцу Милосава Јелића.
Улица у Београду носила је име по Јанковићу, под називом „Улица војводе Тозе”, да би 2018. године променила име у Улицу Јануса Јанулиса.